# Весёлый (Андроповский район)
Весёлый — хутор в Андроповском районе (муниципальном округе) Ставропольского края России.

## География
Расстояние до краевого центра: 95 км.
Расстояние до районного центра: 17 км.

## История
До 16 марта 2020 года хутор входил в состав сельского поселения Куршавский сельсовет.

## Население
| 1989 | 2002 | 2010 | 2011 | 2014 | 2021 |
| ---- | ---- | ---- | ---- | ---- | ---- |
| 94   | ↘0   | ↗2   | →2   | →2   | ↘1   |

## Памятники
- Братская могила 10 воинов советской армии, погибшихв годы ВОВ в январе 1943 г., в боях за хутор Весёлый. 1952 год[9]